# Ruine Bännlifels
Die Ruine Bännlifels ist eine Ansammlung von Gebäuderesten auf dem Bännlifels, einem Berg an der Grenze zwischen den beiden schweizerischen Kantonen Basel-Landschaft und Solothurn. Die Ruine liegt auf dem Boden der Gemeinden Grindel SO und Wahlen BL. Die Reste der Bauwerke werden als Burg gedeutet.

## Lage

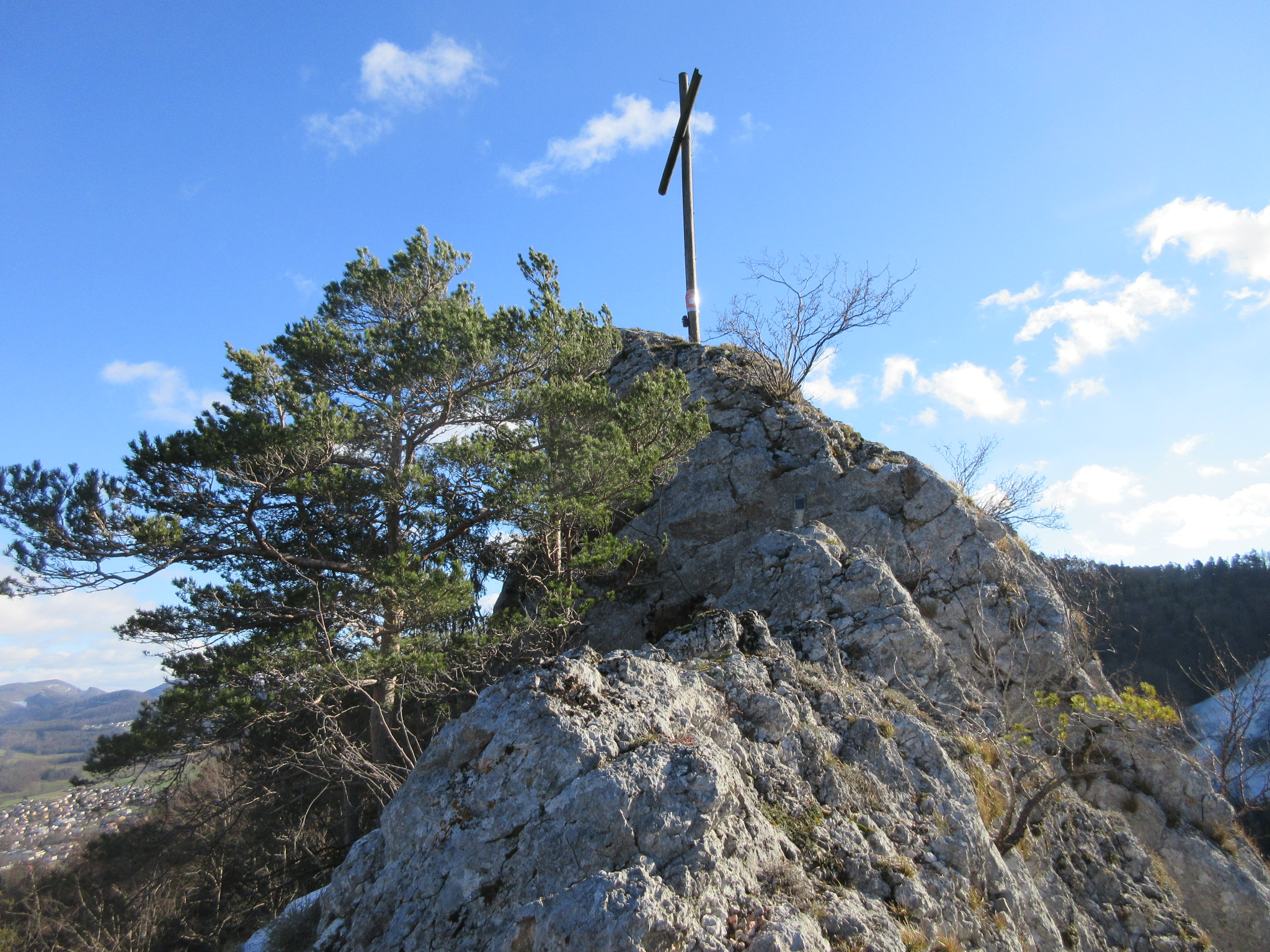
Bännlifels mit Gipfelkreuz vom Westen. Auf der Nordseite des Felsens stand vermutlich die vordere/untere Burg.

Der Bännlifels auf 632 Metern ist ein markanter Gipfel auf der Baflue und liegt südlich des Dorfes Wahlen und nördlich von Grindel.

## Geschichte
Im westlichen Teil belegen Funde aus dem 3. Jahrhundert eine Benutzung des Felsgrates während der Römerzeit. Es wird eine mittelalterliche Burg vermutet (vordere/untere Burg), doch ihre Existenz ist umstritten. Auf der Landeskarte der Schweiz wird diese Stelle mit den Koordinaten 47.38856° N, 7.51759° E, 634 Meter über Meer markiert und liegt auf der Höhe 627 Meter über Meer. Spuren einer weiteren Burg (hintere Burg) finden sich 275 Meter westlich der vorderen/unteren Burg (47.38917° N, 7.51406° E über Meer). Dort befinden sich Fragmente von Mauern und Balkenlöcher. Vermutlich handelt es sich dabei um Reste eines turmartigen Gebäudes (möglicherweise um einen ehemaligen Wartturm).
Schriftliche Quellen über die Burgen fehlen. In Unterlagen zu Exkursionen der Burgenfreunde beider Basel wird folgende Vermutung präsentiert: Da die Klöster Beinwil und St. Alban schon im 12. Jahrhundert in den Dörfern Wahlen und Grindel begütert waren, könnte dies als indirekter Hinweis auf ein frühes herrschaftliches Familiengut angesehen werden. Nachdem die Bännlibesitzungen aufgegeben wurden, könnte  Burg Neuenstein im Westen deren Nachfolge dargestellt haben.